# Cyrille II (métropolite de Kiev)
Pour les articles homonymes, voir Cyrille II.
Cyrille II (décédé le 27 novembre 1281) fut métropolite de Kiev de 1247 à 1281, il occupait donc le siège épiscopal le plus important de toutes les Russies.